# Xylopia nervosa
Xylopia nervosa é uma espécie de magnólia. Foi descrito pela primeira vez por Robert Elias Fries, e recebeu o nome exato por Paulus Johannes Maria Maas .  Xylopia nervosa pertence ao gênero Xylopia e à família Annonaceae.